# Mostafa Hosseinkhani
Mostafa Hosseinkhani (27 de marzo de 1989) es un luchador iraní de lucha libre. Consiguió un 14.º puesto en Campeonato Mundial de 2014. Logró un séptimo lugar en los Campeonatos Asiáticos de 2014. Conquistó una medalla de oro en Campeonatos Asiáticos de 2014 y 2016. Cuatro veces representó a su país en la Copa del Mundo, consiguiendo un 1.º puesto en 2014.